# Johan Pehrson
Carl Johan Georg Pehrson (8 de mayo de 1968) es un político sueco que se desempeña como líder del Partido Liberal desde el 8 de abril de 2022. Es miembro del parlamento desde 2018, en representación del condado de Örebro, y anteriormente representó al mismo distrito electoral de 1998 a 2015.

## Biografía

### Primeros años y carrera
Pehrson nació en Längbro en el condado de Örebro. Tiene una licenciatura en derecho de la Universidad de Uppsala. Se convirtió en miembro del Partido Popular Liberal en 1985 con antecedentes de la Juventud Liberal de Suecia. Antes de ser elegido para el parlamento en 1998, Pehrson trabajó como secretario judicial en el tribunal de distrito de Örebro. De 2001 a 2002, Pehrson fue Secretario del Partido del Partido Popular Liberal.

### Líder del Partido Liberal (2022-presente)
El 8 de abril de 2022, Nyamko Sabuni renunció como líder del partido. El mismo día, los liberales anunciaron que Pehrson, como primer vicepresidente, asumiría el cargo de líder interino del partido. Lideró a los liberales en las elecciones generales suecas de 2022. En una reunión extranacional en diciembre de 2022, se elegirá a un nuevo líder ordinario del partido.

## Vida personal
Pehrson vive en Örebro con su esposa y sus cuatro hijos.